# Friedensmahnmal am Mühlenberg

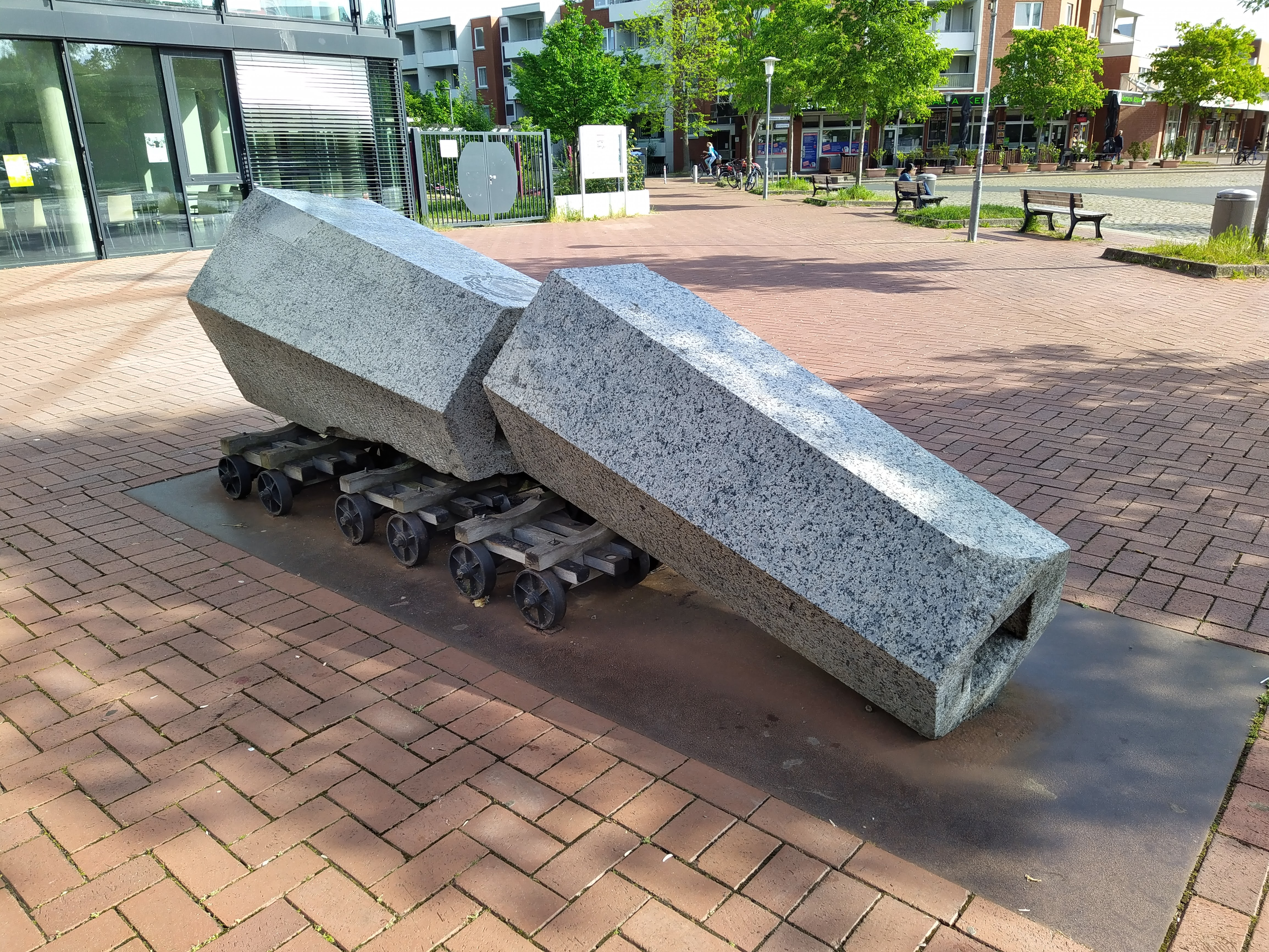
Friedensmahnmal

Das Friedensmahnmal am Mühlenberg in Hannover erinnert mit seinen Inschriften an die Soldaten der Seventh United States Army, die gegen Ende des Zweiten Weltkrieges 1944 in der Ardennenoffensive zu Tode kamen.
Das an den Frieden appellierende Mahnmal schuf der Bildhauer Hans-Jürgen Breuste. Der aus Granit geschlagene Obelisk wurde ursprünglich am ehemaligen Durchgang unter dem Bildungszentrum installiert und 1983 auf dem Mühlenberg nahe der Gedenkstätte zum KZ-Außenlager Hannover-Mühlenberg aufgestellt.